# Aszalai István
Aszalai István (fónyi) (17. század) nádori bíró, országbírói helytartó.

## Élete
Jeles országgyűlési szónok volt. Kismarton, Kőszeg, Bernstein és Hornsteinnak Magyarországhoz való visszacsatolására őt hatalmazták fel az ország rendjei 1655-ben; továbbá rábízták a Rába és Mura szabályozását s kitisztíttatását.

## Művei
A haza törvényeit betűrendbe szedte s kiadta következő cím alatt:
Index seu compendium operis Tripartiti et generalis decreti constitutionumque inclyti regni Hungariae decretorum. Tirnaviae, 1650. (Megbővítve Uo. 1694.) Kézirati másolata 1650. és 1655-ből megvan az Országos Széchényi Könyvtár kézirattárában, valamint az 1652. kassai komisszió jelentése is, melyet mint a felsőmagyarországi kamarai jószágok megvizsgálására kiküldött bizottság elnöke terjesztett be a kamarához (Ivrét 613. l.)
Toldy Ferenc magyar naplóját is említi 1624–1631-ből.